# The Venetian (Las Vegas)
El Venetian Resort Hotel Casino es el hotel más grande calificado por la AAA de Cinco Diamantes en Estados Unidos. Este lujoso hotel y casino  con tema de Venecia está localizado en el strip de Las Vegas en Paradise, Nevada, en el sitio antiguamente ocupado por el Sands Hotel.  El Venetian es propiedad y operado por Las Vegas Sands Corporation.
El Venetian tiene 4049 suites y 11.150 m² de casino. Está localizado al este del strip, entre el Harrah's y El Palazzo. 
Combinado con el centro de convenciones Sands Expo y el The Palazzo Hotel y Casino Resort, El Venetian es parte del complejo hotelero más grande del mundo, con más de 7128 habitaciones y suites.

## Historia
El 26 de noviembre de 1996, 8 años después de que fuera comprado por Sheldon Adelson, El Sands Hotel fue demolido para hacer espacio y construir el The Venetian Resort Hotel Casino. Las excavaciones de los cimientos empezaron el 14 de abril de 1997. 
El complejo abrió el 3 de mayo de 1999 con suelta de palomas blancas, toque de trompetas y gondoleros cantando, con la presencia de actrices como Sophia Loren. Construido a un costo de 1500 millones de dólares, fue el resort más caro de su tipo cuando abrió. Una pequeña descripción:
- 14 de noviembre de 1997 — $1000 millones paquete financiero asegurado.
- 24 de septiembre de 1997 — Anuncio de que el Grand Canal del Venetia, sería operado por Forest City Commercial Management.
- 18 de mayo de 1998 — El Venetian está casi listo.
- 24 de agosto de 1998 — El Venetian empieza a aceptar reservas, por teléfono o en línea.
- 3 de mayo de 1999 — Gran inauguración de la primera etapa del complejo.
- 7 de octubre de 2001 — El Museo de Guggenheim Hermitage abrió dentro del hotel, mostrando su primera colección: Masterpieces and Master Collectors: Impresionismo y pinturas Modernas.
- 30 de agosto de 2002 — El museo abrió su segunda colección: Arte sobre las eras: Piezas de arte de los pintores de Tiziano a Picasso.
- 15 de mayo de 2003 — El museo abre su tercera exhibición: Iconos del Pop Americano.
- 27 de junio de 2003 — El Venezia at the Venetian inauguró su segunda torre adicional, agregándole 1013 suites y una nueva capilla para bodas.
- 7 de noviembre de 2003 — Un museo abre una nueva exhibición: Un Siglo de Pinturas: De Renoir a Rothko, mostrando pinturas de Gauguin, Matisse, Picasso, Van Gogh, Renoir, entre otros.
- 19 de marzo de 2004 — "La Comisión de Juegos de Nevada de los jueves, puso una multa de un millón de dólares al Venetian por hacer competencias y violar regulaciones de juegos del estado. El presidente Peter Bernhard y el comisionado Art Marshall, quien llamó a la violación como "más seria" que ellos habían hecho durante su trabajo."[4]
- 10 de octubre de 2005 — Blue Man Group abre en el Blue Man Theatre.
- 24 de octubre de 2006 — Phantom - The Las Vegas Spectacular inauguró un nuevo teatro en el Venetian.[5][6]

## Historia cinematográfica
- La construcción del Venetian fue un episodio del programa Mega construcciones de Discovery en español.
- Diferentes localizaciones del Venetian fueron el lugar para las escenas del inicio de la película Rat Race de 2001.
- Una suite del Venetian es mostrada en la película de 2005 Miss Congeniality 2: Armed and Fabulous.